# Comitato Olimpico Nazionale e Sportivo Mauritano
Il Comitato Olimpico Nazionale e Sportivo Mauritano (noto anche come 	Comité National Olympique et Sportif Mauritanien in francese) è un'organizzazione sportiva mauritana, nata nel 1962 a Nouakchott, Mauritania.
Rappresenta questa nazione presso il Comitato Olimpico Internazionale (CIO) dal 1979 ed ha lo scopo di curare l'organizzazione ed il potenziamento dello sport in Mauritania e, in particolare, la preparazione degli atleti mauritani, per consentire loro la partecipazione ai Giochi olimpici. L'organizzazione è, inoltre, membro dell'Associazione dei Comitati Olimpici Nazionali d'Africa.
L'attuale presidente dell'associazione è Mohamed Mahmoud Ould Mah, mentre la carica di segretario generale è occupata da Abdel Kader Dieng.